# Pál Dénes (énekes)
Pál Dénes (Miskolc, 1991. március 19. –) magyar énekes, előadó. A 2012-es The Voice – Magyarország hangja és a 2014-es Sztárban sztár nyertese.

## Életpályája
Édesanyja a miskolci Kassai Úti Általános Iskolában tanít. Dénes is ebben az iskolában tanult 4 évig. Középiskolai tanulmányait a Fráter György Katolikus Gimnáziumban végezte. Jelenleg a Miskolci Egyetem Anyagtudományi Karán tanul. Korábban tagja volt a Pécsi Sándor Guruló Színháznak. Édesapja földmérő. Van egy nővére, Enikő.
2013-ban megnyerte The Voice – Magyarország hangja tehetségkutatót, ezt követően Agárdi Szilviával duettet énekelve indultak A Dal 2013 c. műsorban: Szíveddel láss dalukkal a verseny döntőjéig jutottak. Egy évvel később az énekes ismét bekerült A Dal 2014 eurovíziós nemzeti dalválasztó show döntőjébe Brave New World című dalával.
2014-ben részt vett a Sztárban sztár című show-műsor második évadában, amit végül megnyert, így ő lett ebben az évben „Magyarország legsokoldalúbb előadóművésze”.
2016-ban részt vett A nagy duett című show-műsorban, ahol Demcsák Zsuzsa volt a partnere. Az év végén indult a Sztárban sztár + 1 kicsi című vetélkedőn partnerével, Varga Viviennel, melyen 2017. február 5-én az első helyen végeztek.
2020-ban részt vett A Dal 2020 tehetségkutató műsorban, Készen állsz című dalával.

## Magánélete
Magánéletét óvja a nyilvánosságtól. Annyit azonban lehet tudni, hogy párkapcsolatban él. 2018. április 16-án bejelentette: párjával első közös gyermeküket várják. A kislány 2018. július 29-én született meg, és a Pál Panna Róza nevet kapta. 
2022-ben feleségül vette a párját. 2023. június 7-én bejelentette, hogy feleségével második gyermeküket várják.  2023. november 21-én megszületett második gyermekük, egy újabb kislány, aki a Pál Emma Sára nevet kapta.

## Diszkográfia

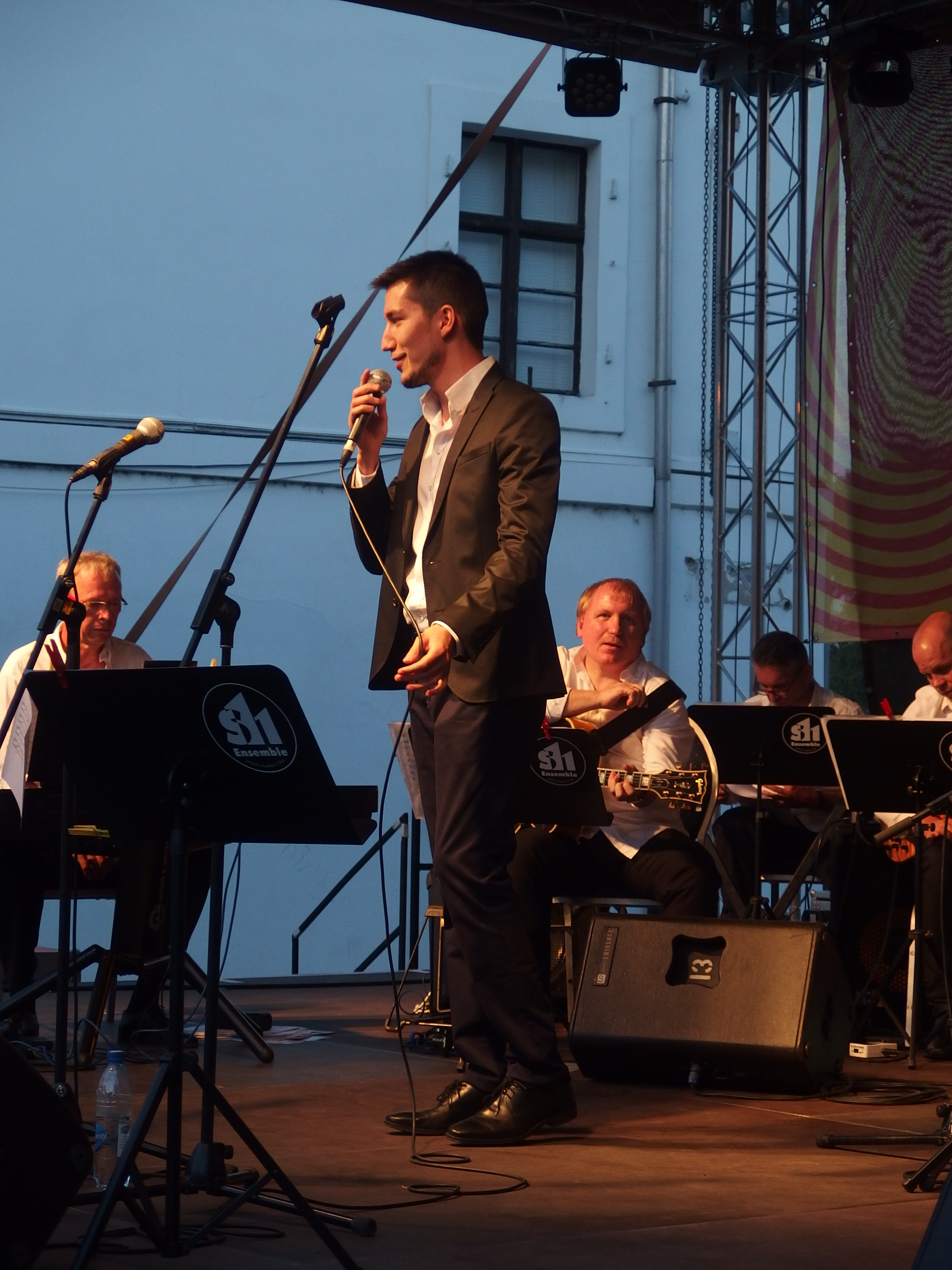
Pál Dénes a New York hangjai előadáson az óbudai Fő téren, 2016. július 8.

### Szólólemezek
| Év   | Album                                                 | Legmagasabb helyezés | Minősítés |
| Év   | Album                                                 | MAHASZ Top 40        | Minősítés |
| ---- | ----------------------------------------------------- | -------------------- | --------- |
| 2013 | Dalok a The Voice-ból - Megjelenés: 2013. február 18. | 1                    |           |
| 2015 | Régi mese - Megjelenés: 2015. december 10.            | 32                   |           |
| 2018 | Tulipán - Megjelenés: 2018. március 23.               | 28                   |           |

### Kislemezek
- 2013 – Szíveddel láss (duett Agárdi Szilviával)
- 2013 – A széltől is óvsz
- 2014 – Szép új világ / Brave New World
- 2015 – Élessz fel
- 2015 – Régi mese
- 2016 – Ott van
- 2016 – Viszontlátásra (duett Hiennel)
- 2016 – Rólad szól
- 2016 – Hagyom
- 2017 – Néhány óra
- 2017 – Nem vagy egyedül
- 2018 – Tulipán
- 2019 – Járom az utam
- 2020 – Készen állsz
- 2020 – Szirmot bont
- 2021 – Csillagkép (közreműködik Lotfi Begi)
- 2021 – Türelemjáték (duett Pély Barnával)
- 2022 – Legyen úgy mint rég
- 2023 – Eljátszottam (duett Nagy Bogival)
- 2023 – Az én mátkám
- 2023 – Nem kell más
- 2024 – Ma egy éve
- 2024 – Csak a csend
- 2025 - Jöjj vissza nyár

### Slágerlistás dalok
| Év                  | Dal                                      | Legmagasabb helyezés | Legmagasabb helyezés | Legmagasabb helyezés   | Legmagasabb helyezés | Legmagasabb helyezés         | Legmagasabb helyezés | Album                  |
| Év                  | Dal                                      | Magyar Rádiós Top 40 | Class 40             | MAHASZ Editors' Choice | MAHASZ Rádiós Top 40 | MAHASZ Single (track) Top 10 | EURO 200             | Album                  |
| ------------------- | ---------------------------------------- | -------------------- | -------------------- | ---------------------- | -------------------- | ---------------------------- | -------------------- | ---------------------- |
| 2013                | Szíveddel láss (duett Agárdi Szilviával) |                      |                      |                        |                      |                              |                      | Dalok a The Voice-ból  |
| 2013                | A széltől is óvsz                        |                      | 5                    | 15                     | 9                    |                              |                      | Tulipán                |
| 2014                | Szép új világ / Brave New World          |                      | 5                    | 35                     | 8                    | 18                           |                      | Tulipán                |
| 2015                | Élessz fel                               |                      |                      |                        |                      |                              |                      | Tulipán                |
| 2016                | Ott van                                  |                      | 20                   |                        | 15                   |                              |                      | Tulipán                |
| 2016                | Rólad szól                               | 25                   |                      |                        |                      |                              |                      | Tulipán                |
| 2017                | Néhány óra                               |                      | 18                   |                        |                      |                              |                      | Tulipán                |
| 2018                | Tulipán                                  | 17                   |                      |                        | 36                   |                              |                      | Tulipán                |
| 2019                | Járom az utam                            |                      |                      |                        |                      |                              |                      | Nem jelent meg albumon |
| 2020                | Készen állsz                             | 26                   | 30                   |                        |                      |                              |                      | Nem jelent meg albumon |
| 2020                | Szirmot bont                             |                      |                      |                        |                      |                              |                      | Nem jelent meg albumon |
| 2021                | Csillagkép (közreműködik Lotfi Begi)     |                      |                      |                        |                      |                              |                      | Nem jelent meg albumon |
| 2021                | Türelemjáték (duett Pély Barnával)       |                      |                      |                        |                      |                              |                      | Nem jelent meg albumon |
| 2022                | Legyen úgy mint rég                      |                      |                      |                        |                      |                              |                      | Nem jelent meg albumon |
| 2023                | Eljátszottam (duett Nagy Bogival)        |                      |                      |                        |                      |                              |                      | Nem jelent meg albumon |
| 2023                | Az én mátkám                             |                      |                      |                        |                      |                              |                      | Nem jelent meg albumon |
| 2023                | Nem kell más                             |                      |                      |                        |                      |                              |                      | Nem jelent meg albumon |
| 2024                | Ma egy éve                               |                      |                      |                        |                      |                              |                      | Nem jelent meg albumon |
| 2024                | Csak a csend                             |                      |                      |                        |                      |                              |                      | Nem jelent meg albumon |
| 2025                | Jöjj vissza nyár                         |                      |                      |                        |                      |                              |                      | Nem jelent meg albumon |
|                     |                                          | Összesítés           |                      |                        |                      |                              |                      |                        |
| 1. helyezett számok |                                          |                      |                      |                        |                      |                              |                      |                        |
| Top 10-be bekerült  | Top 10-be bekerült                       |                      | 2                    |                        | 2                    |                              |                      |                        |
| Top 40-be bekerült  | Top 40-be bekerült                       | 2                    | 4                    | 2                      | 4                    | 1                            |                      |                        |

### Klipek
| Hely | Zene                | YouTube megtekintés | Megjelenés dátuma    |
| ---- | ------------------- | ------------------- | -------------------- |
| 1.   | Tulipán             | 4,763 millió        | 2018. február 24.    |
| 2.   | A széltől is óvsz   | 3,225 millió        | 2013. augusztus 9.   |
| 3.   | Ott van             | 0,987 millió        | 2016. június 2.      |
| 4.   | Szíveddel láss      | 0,756 millió        | 2013. január 26.     |
| 5.   | Csillagkép          | 0,733 millió        | 2021. június 21.     |
| 6.   | Hagyom              | 0,660 millió        | 2016. november 25.   |
| 7.   | Eljátszottam        | 0,282 millió        | 2023. március 16.    |
| 8.   | Rólad szól          | 0,274 millió        | 2016. október 19.    |
| 9.   | Élessz fel          | 0,245 millió        | 2015. június 1.      |
| 10.  | Néhány óra          | 0,196 millió        | 2017. április 25.    |
| 11.  | Legyen úgy mint rég | 0,192 millió        | 2022. június 14.     |
| 12.  | Készen állsz        | 0,111 millió        | 2020. január 17.     |
| 13.  | Jöjj vissza nyár    | 0,105 millió        | 2025. május 8.       |
| 14.  | Szép új világ       | 0,069 millió        | 2014. április 23.    |
| 15.  | Nem vagy egyedül    | 0,062 millió        | 2017. október 30.    |
| 16.  | Az én mátkám        | 0,050 millió        | 2023. július 26.     |
| 17.  | Viszontlátásra      | 0,048 millió        | 2020. december 6.    |
| 18.  | Nem kell más        | 0,047 millió        | 2023. szeptember 22. |
| 19.  | Járom az utam       | 0,035 millió        | 2019. november 1.    |
| 20.  | Csak a csend        | 0,035 millió        | 2024. december 6.    |
| 21.  | Szirmot bont        | 0,032 millió        | 2020. augusztus 24.  |
| 22.  | Türelemjáték        | 0,029 millió        | 2021. november 8.    |
| 23.  | Ma egy éve          | 0,002 millió        | 2024. március 15.    |

Frissítve: 2025. július 25.

## Tévéműsorok
- The Voice – Magyarország hangja (2012–2013)
- A Dal (2013, 2014, 2020, 2023)
- Ridikül (2013, 2024)
- Maradj talpon! (2013)
- Magyarország, szeretlek! (2013, 2014, 2017, 2019, 2020, 2021)
- Egy kávé Szily Nórával – Pál Dénes (2013)
- Kasza! (2013, 2014)
- Hal a tortán (2013, 2014)
- Pimasz úr ott alszik – Pál Dénes (2014)
- Sztárban sztár (2014)
- Bumm! (2014, 2017)
- Sztárportré (2015, 2017)
- Család-Barát magazin (2015, 2017)
- A nagy duett (2016)
- Szerencseszombat (2016, 2017, 2018)
- Sztárban sztár +1 kicsi (2016–2017)
- Dalfutár (2017)
- A38 Akusztik – Pál Dénes (2017)
- MasterChef VIP (2018)
- Jakupcsek Plusz (2020)
- Csináljuk a fesztivált! (2022, 2023, 2024)
- Ide süss! (2023)
- Sztárban sztár leszek! (2023)
- Szerencsekerék (2024)
- Sztárban sztár All Stars (2024)